# Нахаль-Орен
Нахаль-Орен (ивр. נחל אורן‎) — археологический памятник на северном берегу вади Нахаль-Орен (иврит), Вади Фаллах (араб) на горе Кармель, в 10 километрах к югу от Хайфы, Израиль. На территории находится пещера и небольшая терраса перед ней, круто спускающаяся ко дну вади. В результате первых раскопок на этом месте (в 1941 году) были обнаружены кебарская (верхний палеолит), натуфийская (эпипалеолит) и докерамическая неолитическая индустрии A и B.

## Верхний палеолит

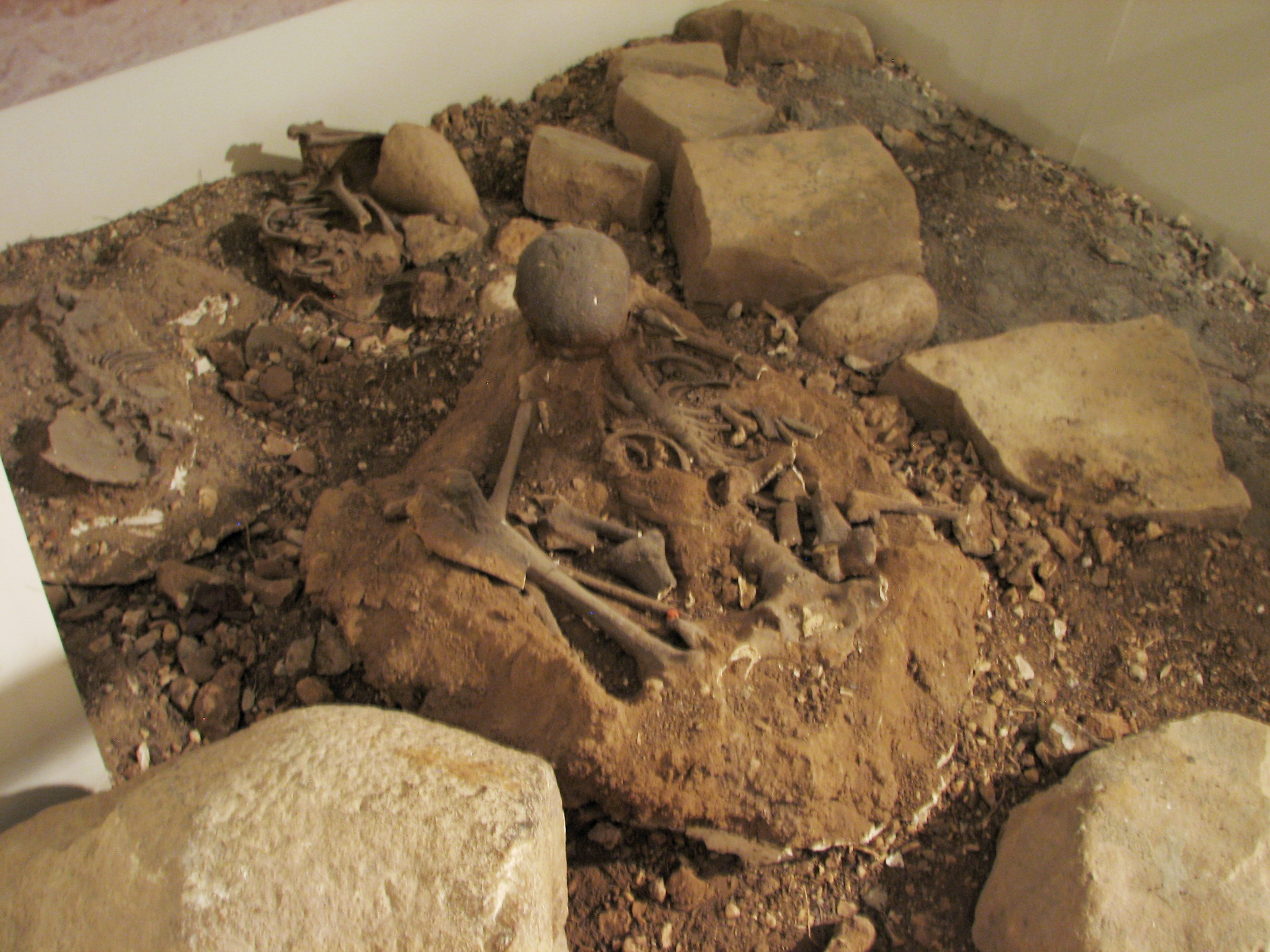
Скелеты из Нахаль-Орен (Музей доисторической эпохи Стекелиса, Хайфа)
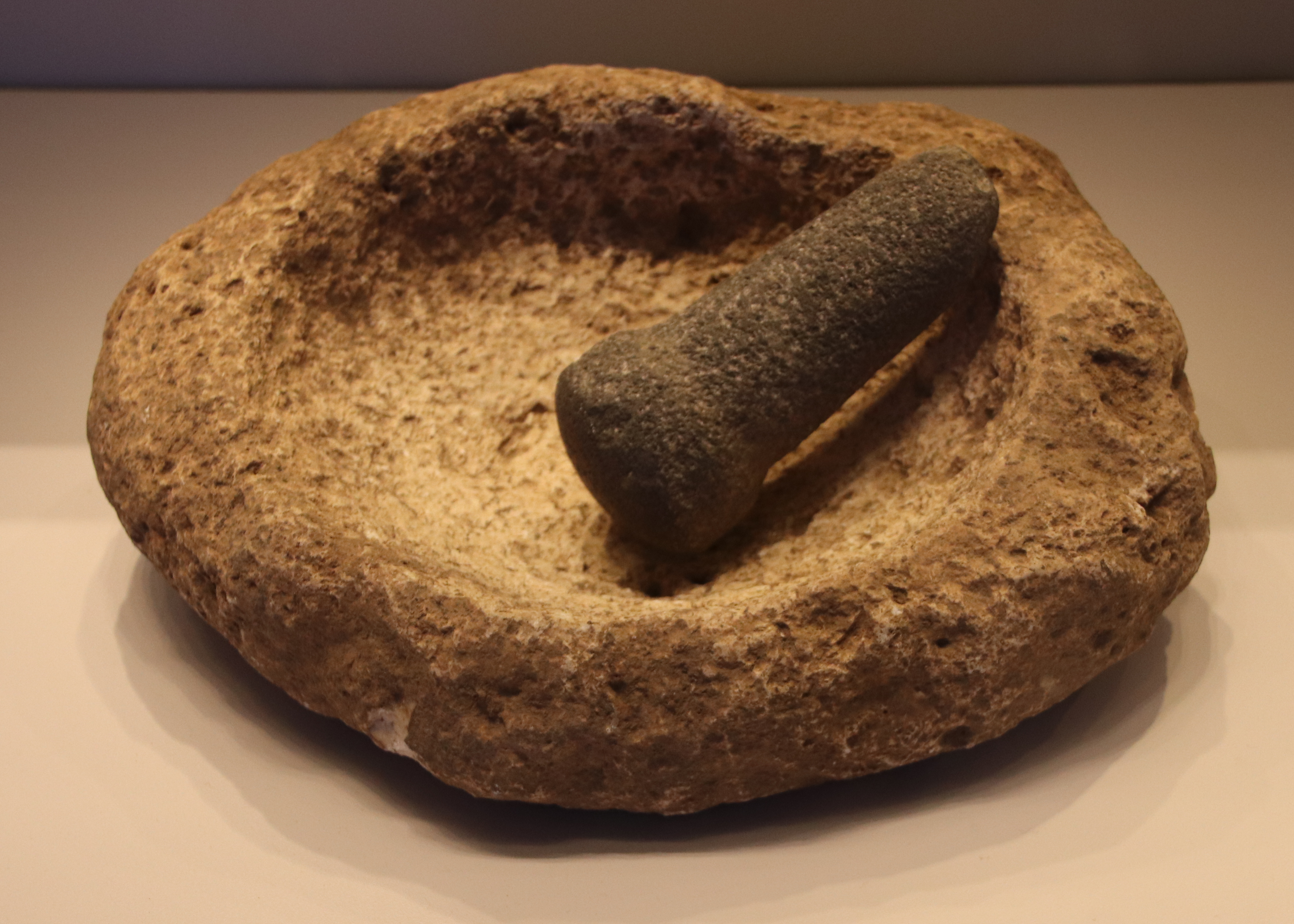
Ступка и пестик из Нахал Орен, натуфийская культура, 12500-9500 гг. до н.э.
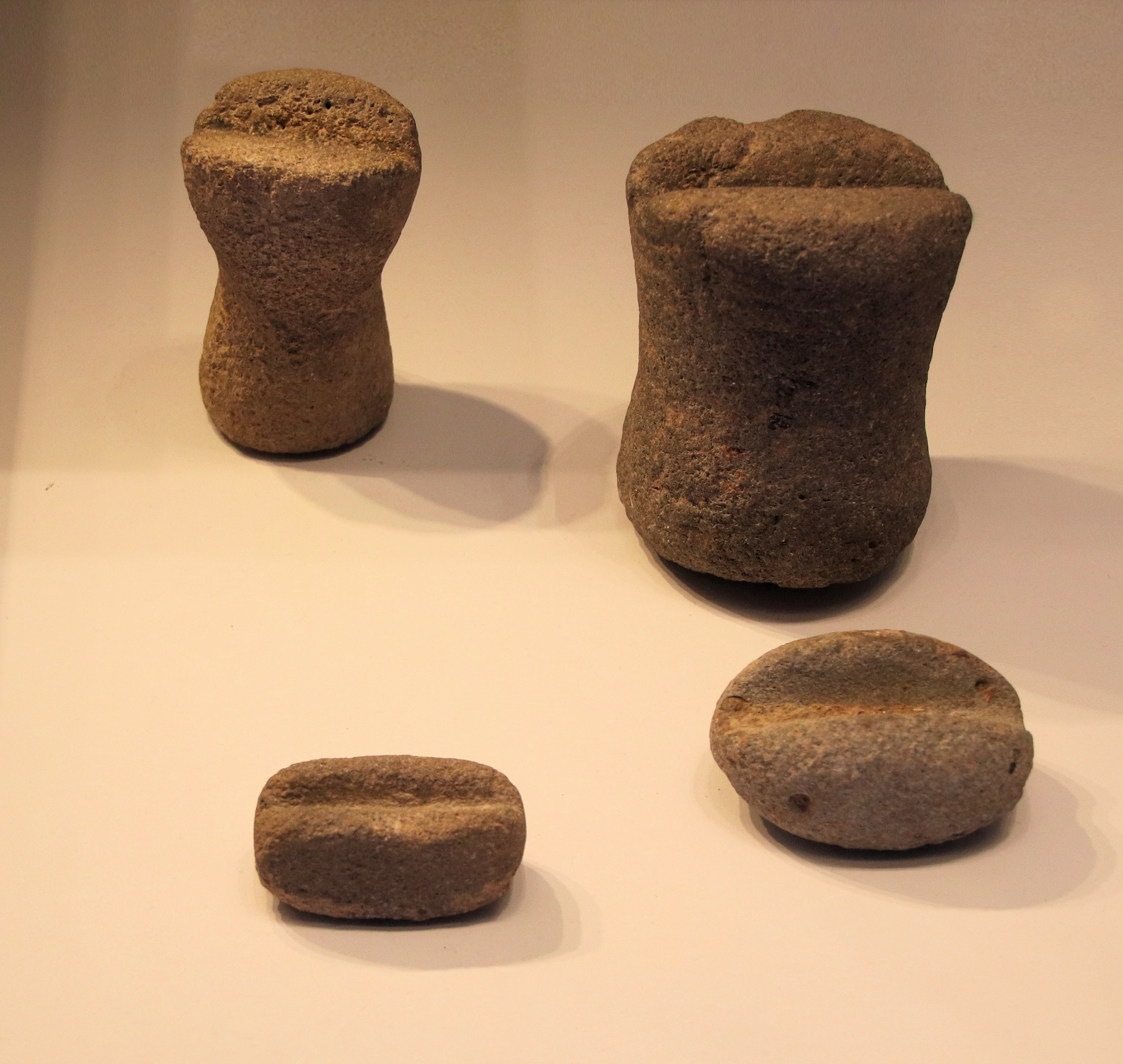
Базальтовые точильные камни,Айн-Маллаха и Нахаль-Орен, натуфийская культура, 12500-9500 гг. до н.э.

## Зерно
На участке Нахаль-Орен была обнаружена пшеница, однако осталось неизвестным, была ли она культурной или дикой. Пшеница этом месте встречалась сравнительно редко по сравнению с другими пищевыми ресурсами. Возраст найденных в Нахаль-Орен зёрен пшеницы-двузернянки, указывает на то, что выращивание пшеницы могло начаться ещё 16 000 лет назад. В 1985 году три колоска культурной полбы, найденные в кебарской культуре Вади-Орен, были признаны настолько ранними, что их можно было считать аномалией.

## Неолитическая деревня
Деревня докерамического неолита А, состоящая примерно из 13 полукруглых домов и других построек, располагалась на четырёх искусственных, тесно расположенных террасах. Здания были похожи на здания Иерихона.
На территории деревни было обнаружено только одно человеческое захоронение. В могильной яме не было обнаружено погребальных вещей, скелет был полным, но череп отсутствовал, он был удалён — ранний пример практики, более известной из позднего неолита.
Остатков деревни докерамического неолита B гораздо меньше, они, по-видимому, относятся к продолжению фазы докерамического неолита A.

### Одомашнивание газелей и коз
Во время неолита основным источником пищи на этом месте, вероятно, были газели, так, было обнаружено большое количество незрелых костей газелей, эти животные были одомашнены. Более поздний переход к разведению коз мог произойти из-за того, что козы менее избирательны в своем питании, чем газели, и могут пастись в местах, где газели не смогли бы.

## Повторные заселения
Нахаль-Орен на протяжении тысяч лет неоднократно заселялся одной культурой за другой, что означает, что это было удобное для заселения место, а не случайное.